# Anton Franck (Sänger)

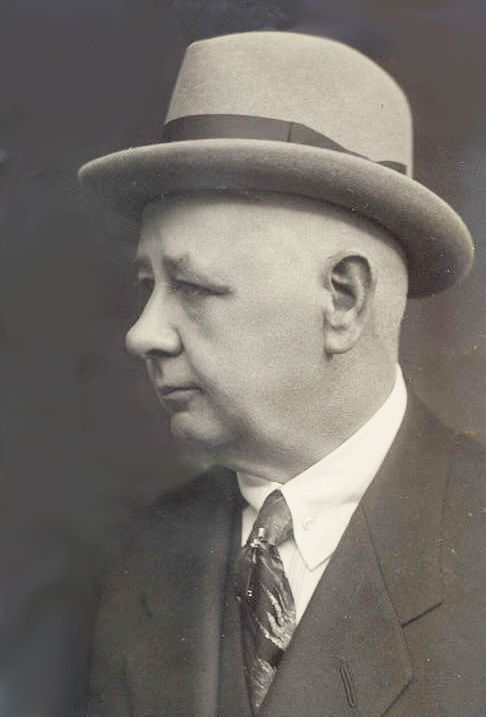
Anton Franck

Anton Franck (* 24. Juli 1865 in Chemnitz; † 26. Oktober 1922 in Wien) war ein deutscher Bariton-Sänger, Schauspieler und Komiker.

## Leben und Wirken
Franck wurde als Sohn eines Weinhändlers geboren. Nach dem Schulbesuch ging er auf das Konservatorium in Dresden, ausgebildet wurde er u. a. von Gustav Scharfe. Sein erstes Engagement hatte er 1882 am Stadttheater Danzig. 1883 ging er an das Lübecker Stadttheater und 1885 an das Residenztheater nach Berlin. In der folgenden Spielsaison wechselte er an das Residenztheater nach Dresden und 1889 an das Stadttheater nach Leipzig, wo er nicht nur als vielseitiger Schauspieler und Sänger, sondern auch als Komiker auftrat. 1900 ging er nach Hamburg an das Thalia Theater, 1910 beendete er seine Karriere.
1901 nahm er bei Berliner Gramophone 17 Aufnahmen mit Volks- und Unterhaltungsliedern auf.
Er war mit der Schauspielerin Käthe Franck-Witt (1872–1916) verheiratet, mit der er auch in Leipzig und Hamburg zusammenarbeitete.